# 清水信行
清水 信行（しみず のぶゆき、1950年（昭和25年） - ）は日本の画家。京都府出身。

## 略歴
1950年（昭和25年）、京都府に生まれる。1972年（昭和47年）、日展初入選し、以降4回連続入選。1974年（昭和49年）、京都市立芸術大学日本画科卒業。1976年（昭和51年）、京都市立芸術大学専攻科修了。1984年（昭和59年）、日仏現代美術展出品、第二席、同フランスソワール賞受賞。1985年（昭和60年）、個展（東京セントラル絵画展）。1986年（昭和61年）、東京セントラル美術館日本画大賞展に招待出品。1987年（昭和62年）、京都画壇日本画秀作展選抜出品。2001年（平成13年）、画文集｢心の山河 心の森｣(芸艸堂)発刊。2007年（平成19年）-2010年（平成22年）、｢富岳｣｢紅富岳｣｢清水新雪｣がユニセフのグリーティングカードや年賀ハガキを通して世界各国へ。近年は全国の百貨店にて展覧会を開催している。

## 代表作
- 『寒空』　1982年（昭和57年）
- 『晨風』　1984年（昭和59年）
- 『富岳』　1994年（平成6年）
- 『春清』　1996年（平成8年）
- 『山気』　1999年（平成11年）
- 『紅富岳』　2000年（平成12年）
- 『古都春宵』　2000年（平成12年）
- 『嵐山緑風』　2001年（平成13年）
- 『清水新雪』　2007年（平成19年）

## 著作
- 『心の山河 心の森―清水信行画文集』芸艸堂、2001年（平成13年）